# Lista de herdeiros do trono belga
Esta é uma lista de indivíduos que foram, em dado período de tempo, considerados os herdeiros do trono do Reino da Bélgica (1830-presente), em caso de abdicação ou morte do monarca incumbente. Os herdeiros (presuntivos ou aparentes) que, de fato, sucederam ao monarca dos belgas são representados em negrito.
A lista inclui nobres a partir de 1830, quando o país tornou-se um reino independente e soberano governado por uma casa dinástica própria e uma linhagem de monarcas dentro da Casa de Saxe-Coburgo-Gota. Entre 1595 e 1796, a Bélgica havia integrado As Províncias Unidas (juntamente com Holanda e Luxemburgo) e, posteriormente, fez parte do Reino dos Países Baixos até metade do século XIX, quando revoltas populares conduziram ao estabelecimento de uma monarquia soberana. Desde o decreto real de 1840, o herdeiro aparente ao trono belga recebe o título de Duque de Brabante - um dos antigos ducados que compunham o que hoje é o território belga. O herdeiro por direito ao trono belga é o primogênito ou o descendente mais próximo do monarca soberano, sendo o reino regido pela lei de primogenitura absoluta.
Desde a formação da moderna monarquia belga, dois herdeiros aparentes não ascenderam ao trono por motivo de morte (Luís Filipe em 1834 e Leopoldo em 1869); e um herdeiro presuntivo por ocasião do nascimento de um herdeiro aparente (Filipe de Flandres em 1905). 

## Herdeiros ao trono belga
| Herdeiro                             | Status              | Relacionamento com Monarca | Tornou-se herdeiro | Tornou-se herdeiro  | Deixou de ser herdeiro | Deixou de ser herdeiro      | Próximo sucessão Relação com herdeiro                         | Monarca      |
| Herdeiro                             | Status              | Relacionamento com Monarca | Data               | Razão               | Data                   | Razão                       | Próximo sucessão Relação com herdeiro                         | Monarca      |
| ------------------------------------ | ------------------- | -------------------------- | ------------------ | ------------------- | ---------------------- | --------------------------- | ------------------------------------------------------------- | ------------ |
| nenhum, 1831–1833                    | nenhum, 1831–1833   | nenhum, 1831–1833          | nenhum, 1831–1833  | nenhum, 1831–1833   | nenhum, 1831–1833      | nenhum, 1831–1833           | nenhum, 1831–1833                                             | Leopoldo I   |
| Príncipe herdeiro Louis Philippe     | Herdeiro aparente   | Filho mais velho           | 24 Julho 1833      | nasceu              | 16 Maio 1834           | morreu                      | nenhum                                                        | Leopoldo I   |
| nenhum, 1834–1835                    |                     |                            |                    |                     |                        |                             |                                                               | Leopoldo I   |
| Príncipe Leopoldo, duque de Brabante | Herdeiro aparente   | Segundo filho              | 9 Abril 1835       | Nasceu              | 17 Dezembro 1865       | Pai morreu, tornou-se rei   | nenhum, 1835–1837                                             | Leopoldo I   |
| Príncipe Leopoldo, duque de Brabante | Herdeiro aparente   | Segundo filho              | 9 Abril 1835       | Nasceu              | 17 Dezembro 1865       | Pai morreu, tornou-se rei   | Filipe, Conde de Flandres 1837–1859, irmão                    | Leopoldo I   |
| Príncipe Leopoldo, duque de Brabante | Herdeiro aparente   | Segundo filho              | 9 Abril 1835       | Nasceu              | 17 Dezembro 1865       | Pai morreu, tornou-se rei   | Príncipe Leopold, Conde de Hainaut 1859–1865, Filho           | Leopoldo I   |
| Leopoldo, Duque de Brabante          | Herdeiro aparente   | Filho mais velho           | 17 Dezembro 1865   | pai tornou-se rei   | 22 janeiro 1869        | Morreu                      | Filipe, Conde de Flandres, tio                                | Leopoldo II  |
| Filipe, Conde de Flandres            | herdeiro presuntivo | Irmão                      | 22 janeiro 1869    | sobrinho morreu     | 17 novembro 1905       | morreu                      | nenhum, 1869                                                  | Leopoldo II  |
| Filipe, Conde de Flandres            | herdeiro presuntivo | Irmão                      | 22 janeiro 1869    | sobrinho morreu     | 17 novembro 1905       | morreu                      | Príncipe Balduíno 1869–1891, filho                            | Leopoldo II  |
| Filipe, Conde de Flandres            | herdeiro presuntivo | Irmão                      | 22 janeiro 1869    | sobrinho morreu     | 17 novembro 1905       | morreu                      | Príncipe Albert 1891–1905, filho                              | Leopoldo II  |
| Príncipe Albert                      | herdeiro presuntivo | sobrinho                   | 17 Novembro 1905   | pai morreu          | 23 Dezembro 1909       | Tio morreu, tornou-se rei   | Príncipe Leopoldo, filho                                      | Leopoldo II  |
| Príncipe Leopoldo, duque de Brabante | Herdeiro aparente   | Filho único                | 23 Dezembro 1909   | pai tornou-se rei   | 23 Fevereiro 1934      | Pai morreu, tornou-se rei   | Príncipe Carlos, Conde de Flandres 1909–1930, irmão           | Albert I     |
| Príncipe Leopoldo, duque de Brabante | Herdeiro aparente   | Filho único                | 23 Dezembro 1909   | pai tornou-se rei   | 23 Fevereiro 1934      | Pai morreu, tornou-se rei   | Príncipe Balduíno, Conde de Hainaut 1930–1951, filho          | Albert I     |
| Príncipe Balduíno, duque de Brabante | Herdeiro aparente   | Filho mais velho           | 23 Fevereiro 1934  | pai tornou-se rei   | 17 Julho 1951          | Pai abdicou, tornou-se rei  | Príncipe Carlos, Conde de Flandres 1934, tio                  | Leopoldo III |
| Príncipe Balduíno, duque de Brabante | Herdeiro aparente   | Filho mais velho           | 23 Fevereiro 1934  | pai tornou-se rei   | 17 Julho 1951          | Pai abdicou, tornou-se rei  | Príncipe Albert, Príncipe de Liège 1934–1951, irmão           | Leopoldo III |
| Príncipe Albert, Príncipe de Liège   | herdeiro presuntivo | Irmão                      | 17 Julho 1951      | irmão se tornou rei | 9 agosto 1993          | Irmão morreu, tornou-se rei | Príncipe Carlos, Conde de Flandres 1951–1960, tio             | Balduíno     |
| Príncipe Albert, Príncipe de Liège   | herdeiro presuntivo | Irmão                      | 17 Julho 1951      | irmão se tornou rei | 9 agosto 1993          | Irmão morreu, tornou-se rei | Príncipe Filipe 1960–1993, filho                              | Balduíno     |
| Príncipe Filipe, duque de Brabante   | Herdeiro aparente   | Filho mais velho           | 9 agosto 1993      | pai tornou-se rei   | 21 julho 2013          | Pai abdicou, tornou-se rei  | Princesa Astrid, arquiduquesa da Áustria-Este 1993–2001, irmã | Albert II    |
| Príncipe Filipe, duque de Brabante   | Herdeiro aparente   | Filho mais velho           | 9 agosto 1993      | pai tornou-se rei   | 21 julho 2013          | Pai abdicou, tornou-se rei  | Princesa Isabel 2001–2013, filha                              | Albert II    |
| Isabel, Duquesa de Brabante          | Herdeiro aparente   | Filho mais velho           | 21 julho 2013      | pai tornou-se rei   | Incumbent              | Incumbent                   | Príncipe Gabriel, irmão                                       | Filipe       |